# بلاروس غربی
بلاروس غربی (بلاروسی: Заходняя Беларусь) منطقه ای تاریخی از بلاروس امروزی است که در دوره میان‌دوجنگ به جمهوری دوم لهستان تعلق داشت. قبل از تهاجم آلمان به لهستان در سال ۱۹۳۹، این بخش شمالی منطقه کلان کرسی (سرزمین) لهستان بود. پس از پایان جنگ جهانی دوم در اروپا، بیشتر بلاروس غربی توسط متفقین به اتحاد جماهیر شوروی واگذار شد، در حالی که بخشی از آن، از جمله بیالیستوک، به جمهوری خلق لهستان داده شد. تا زمان انحلال اتحاد جماهیر شوروی در سال ۱۹۹۱، بلاروس غربی بخش غربی جمهوری  شوروی سوسیالیستی بلاروس (BSSR) را تشکیل می‌داد. امروزه، غرب بلاروس مدرن را تشکیل می‌دهد.